# Уренский мятеж
Уренский мятеж — восстание на территории Уренщины в Костромской губернии (на территории нынешней Нижегородской области), происходившее во время гражданской войны с 19 августа по 18 сентября 1918 года.
Восстание было вызвано недовольством реквизицией хлеба у селян, наложением на Урень денежной контрибуции, а также стремлением местных жителей организовать собственный уезд.

## Предпосылки мятежа и подготовка к нему
После начавшейся в Варнавинском уезде в июне 1918 года кампании по изъятию «излишков» хлеба у населения, проводимой при поддержке отрядов Красной гвардии, а также установления твёрдых цен на хлеб, среди жителей Уренского края, через территорию которого хлеб доставлялся в Костромскую губернию, начало зреть недовольство сложившимся положением вещей.

Недовольство усугублялось ещё и тем, что большинство жителей Уренского края были старообрядцами и не поддерживало политику Советской власти по отношению к религии. В 1919 году А. В. Луначарский так писал об этом: 
… В некоторых местах этих уездов (Варнавинском и Ветлужском) такое прочное крестьянство <…> придерживается старой веры…
К революции они относятся как к пришлому антихристу…
Летом 1918 года по заданию Б. В. Савинкова на территории Варнавинского уезда были направлены агенты, основным заданием которых была подготовка восстания. Командующим восстанием был назначен Ф. Ф. Щербаков, начальником штаба — Ф. И. Коротигин. В Урене начинались волнения. Крестьянство, недовольное реквизицией хлеба, решило сделать волости Уренского края самостоятельным уездом с присоединением его к Вятской губернии. С этой целью 11 августа 1918 года состоялось волостное собрание. Проведение районного собрания представителей шести волостей «нового» уезда было назначено на 19 августа 1918 года.

## Ход событий

### Начало мятежа
19 августа 1918 года отряд красноармейцев численностью 92 человека под командованием И. И. Виноградова выдвинулся из Варнавина. Вместе с отрядом следовал и Н. Н. Махов, председатель следственной комиссии. В тот же день отряд достиг Уреня, где в это время проходило собрание по вопросу об организации нового уезда. Требования военных распустить собрание и выплатить контрибуцию были отвергнуты. Тогда И. И. Виноградов приказал своим бойцам открыть огонь по собравшимся. Собрание было прервано. Впрочем, вскоре после этого отряд был в ответ и сам подвергнут обстрелу, в связи с чем он начал отступать. Отступление отряда переросло в бегство, жертвами которого стали 10 красноармейцев.
На следующее утро собрание возобновило свою работу. На нём были созданы новые органы власти, в том числе комитет охраны Уренского края. Общее командование всеми вооружёнными силами края было возложено на Ф. Ф. Щербакова. Началась мобилизация населения в охранные дружины. 23 августа три таких дружины общей численностью до 450 человек при 120 винтовках и 150 дробовиках прибыли на левый берег Ветлуги напротив Варнавина и попытались форсировать реку у Кирюшинского перевоза. Красноармейцам под командованием И. М. Курбатова удалось отбросить мятежников обратно. 25 августа красноармейцы сами форсировали реку, но мятежники уже успели отступить от берега в сторону Уреня.
26 августа в Варнавин прибыло подкрепление из Галича и Буя в количестве 229 человек. 28 августа в город с отрядом прибыл губернский военный комиссар Н. А. Филатов, к которому перешло общее командование красными частями на Ветлужско-Варнавинском фронте. Оценив обстановку, Филатов принял решение начать наступление. По дороге Варнавин — Урень в наступление пошли отряды из Галича и Буя под общим командованием Гединского, а по дороге Баки — Урень выступили отряды под командованием Рябинина. Оба отряда достигли рубежа обороны уренцев, но были там разбиты и потому отступили.

### Захват Ветлуги
Утром 29 августа 1918 года отряд уренцев совместно с «Организацией безопасности» под общим командованием ветлужанина С. Овчинникова начали штурм Ветлуги. Первым делом они заняли винный склад, где хранилось оружие и размещался уездный исполнительный комитет, а также общежитие для его работников. Находившиеся в городе красноармейцы не смогли противостоять мятежникам и разбежались. После этого сдались осаждённые в общежитии члены уездного исполнительного комитета. Двигавшийся для подкрепления ветлужских сил буйский отряд при 4 орудиях мятежники от имени разбитых красноармейцев отправили из Шарьи обратно в Буй.
Спасшиеся члены уездного исполкома сумели передать в Шарью и Кострому информацию о потере города. Вскоре эта информация была отправлена в Вологду, где располагался штаб фронта. Н. А. Филатов отозвал все войска обратно в Варнавин и телеграфировал в Кострому с просьбой о помощи.
В этот же день в Ветлуге начались выборы в Ветлужский временный комитет общественной безопасности. Новоизбранный комитет выпустил несколько обращений, распространявшихся телеграфом, которыми оповестил жителей Ветлужского уезда о происшедших переменах и призвал ликвидировать советы на местах. Был объявлен призыв в армию граждан 1892—1899 годов рождения. Вскоре был создан Объединённый Ветлужско-Уренский штаб, который разработал план штурма Варнавина и попытался установить связь с Казанью, захваченной в начале августа армией Комуча. После захвата Варнавина планировалось двинуть войска к Козьмодемьянску, но эти планы оказались невыполнимы.

### Разгром мятежа
В Костроме тяжело восприняли захват Ветлуги мятежниками. Губерния была объявлена на осадном положении. Для ликвидации мятежа был направлен отряд под командованием М. Ф. Букштыновича, насчитывавший около 1000 человек. У села Печёнкино этот отряд разбил повстанцев, а вечером 3 сентября начал штурм Ветлуги. Неожиданно в расположении мятежников взорвался ящик с ручными гранатами. Один человек погиб, ещё 60 было ранено, и это вызвало панику. К утру следующего дня мятежники начали покидать город. 4 сентября Букштынович сообщил в Кострому: 
Ветлуга сдалась после вечернего боя утром 4-го сентября. Белые бежали.
6 сентября Н. А. Филатов прибыл в Ветлугу, где совместно с Букштыновичем разработал план окончательного разгрома мятежников. 8 сентября в Костромской губернии было снято осадное положение. Согласно выработанному плану 10 сентября началось наступление на Урень по трём направлениям (из Варнавина, Ветлуги и Баков), которое развивалось успешно. Повстанцы предложили военным мирное соглашение на условиях признания нового уезда и отказа от репрессий, но те отказались от переговоров — им была нужна безоговорочная победа. 15 сентября красноармейцы вошли в Урень с двух сторон, а 18 сентября Филатов, вернувшийся в Варнавин, объявил о ликвидации мятежа. Многие повстанцы ушли в леса, где продолжали скрываться и нападать на продотряды вплоть до 1920 года.

## Память
События мятежа нашли отражение в повести советского писателя И. С. Воронова «Крутое время».
В центре Уреня находится Памятник жертвам уренского контрреволюционного мятежа, установленный во времена советской власти.
После падения советского режима на ветлужском городском кладбище усилиями почётного гражданина города Ветлуги, известной писательницы А. Я. Чадаевой, на месте братского захоронения жертв красного террора был установлен памятный крест с надписью «Невинно убиенным».

## Комментарии
1. 1 2  Организация, состоявшая в основном из офицеров, которые находились в Ветлуге и планировали восстание в городе.
2. ↑  Захвачен в Ветлуге[1].
3. ↑  Именно с этого аэроплана было сброшено 4 бомбы на Урень[1].
4. ↑  Окончательно войска от Варнавина были отведены лишь 26 августа[8].